# Verlagsgruppe
Als Verlagsgruppe bezeichnet man einen Zusammenschluss einzelner Verlage (großteils Buch- oder Zeitungsverlage), denen häufig eine (manchmal auch als  Verlagshaus bezeichnete) Dachgesellschaft übergeordnet ist.

## Begriff
Seit der zweiten Hälfte des 20. Jahrhunderts ist die deutsche Verlagslandschaft von Konzentrationsbewegungen gekennzeichnet. Diese Verdichtung hat sich in den letzten zwei Jahrzehnten verstärkt; 2005 erwirtschafteten einhundert der knapp zweitausend Verlage in Deutschland ca. 65 Prozent des Branchenumsatzes, wobei sich die Verlagsgruppen in die Sparten Publikums- und Fachverlage aufteilen lassen. An erster Stelle der Publikumsverlage rangiert der Branchenriese Bertelsmann, der weltweit die Spitzenposition auf diesem Sektor einnimmt und 2009 insgesamt 15,4 Milliarden Euro umsetzte. 1998 erwarb Bertelsmann die US-amerikanische Verlagsgruppe Random House und avancierte damit zum größten Verlag für englischsprachige Literatur. Der zweite deutsche Marktführer in diesem Bereich ist die Verlagsgruppe Georg von Holtzbrinck, die 2008 einen Umsatz von 2,56 Milliarden Euro erzielte.
Die großen und mittleren Buchverlage versuchen verstärkt internationale Kooperationen einzugehen. Besonders für den Zweig der Fachverlage, und hierunter insbesondere für die Wissenschaftsverlage, sind Expansionsbewegungen wichtig, da der Export deutschsprachiger wissenschaftlicher Bücher stetig zurückgeht. Daher versuchen die Firmen die jeweilige Literatur direkt oder zusätzlich auch in englischer Sprache zu produzieren. Die Spitzenposition in Deutschland nimmt hierbei Springer Science+Business Media mit einem Jahresumsatz von 880 Millionen Euro ein (2009), gefolgt von der WEKA-Verlagsgruppe mit 210 Millionen Euro (2008).
Die meisten Buchverlage in Deutschland sind jedoch weiterhin mittelständische Unternehmen.

## Große deutsche Verlagsgruppen
- Bastei Lübbe AG (Köln)
- Bonnier-Gruppe (Berlin, Hamburg, München)
- Cornelsen Verlag (Berlin)
- Eulenspiegel Verlagsgruppe (Berlin)
- Hubert Burda Media (Offenburg)
- Hans Gerig Musikverlage (Bergisch Gladbach)
- Haufe Mediengruppe (Freiburg im Breisgau)
- Ernst Klett Verlag (Stuttgart)
- MairDumont (Ostfildern bei Stuttgart)
- Medien Union (Ludwigshafen)
- Münchner Verlagsgruppe (München)
- Springer Science+Business Media (Berlin)
- Südwestdeutsche Medien Holding (Stuttgart)
- Verlag C.H. Beck (München)
- Verlagsgruppe Georg von Holtzbrinck (Stuttgart)
- Verlagsgruppe Handelsblatt (Düsseldorf)
- Verlagsgruppe Herder (Freiburg im Breisgau)
- Verlagsgruppe Husum (Husum)
- Verlagsgruppe Hüthig Jehle Rehm (Heidelberg)
- Verlagsgruppe Ippen (Zeitungskonglomerat, u. a. FR, HNA und Münchner Merkur)
- Verlagsgruppe Random House (München)
- Verlagsgruppe Weltbild (Augsburg)
- Verlagshaus Römerweg (Wiesbaden)
- WEKA-Verlagsgruppe (Kissing)